# Душа вибирає власне суспільство
«Душа вибирає власне суспільство» (англ. The Soul Selects Her Own Society) — науково-фантастичне оповідання американської письменниці, вперше опубліковане у квітні 1996 року на сторінках журналу «Азімовз сайнс фікшн», але написане для антології «Війна світів: Глобальні диспетчерики», в якій вона була опубліковане в червні 1996 року; згодом перевидане у книгах «Війна світів: Свіжі перспективи класики Г. Веллса (2005)», «Це моє найсмішніше: провідні письменники наукової фантастики представляють свої найсмішніші історії коли-небудь» (2006), «Вітри мармурової арки та інші історії» (2007) та «Найкраще від Конні Вілліс: Історії, що відзначаються нагородами» (2013).

## Сюжет
Замість того, щоб бути загальноприйнятим наративом, «Вибирає» подається як дисертація студента-літературознавця. Студент стверджує, що декілька уривків у нещодавно відкритих віршах Емілі Дікінсон (які, за твердженням студента, повинні бути справжніми віршами, бо якби вони не існували, то не було б дисертації) вказують на те, що Дікінсон брала участь у відбитті вторгнення марсіанців 1897 року, зображеного Г. Дж. Веллс — і що з того часу, як Дікінсон померла у 1886 році, єдиним способом, яким вона могла писати вірші про вторгнення, було те, що вона була зомбі.

## Відгуки
«Душа вибирає» виграв премію Г'юго за найкраще оповідання в 1997 році. А. М. Делламоніка описав її як «особливо велику»; однак «The Wellsian» (офіційний журнал товариства Г. Віеллса) вважає роман «безглуздям», яке «марнує час читача». «Душа вибирає» було пропущено у німецькому перекладі «Найкраще Конні Вілліс» 2015 року, оскільки «видавництво вважало, що гумор не добре перекладається».